# Michal Fukala
Michal Fukala, né le 22 octobre 2000 à Frýdek-Místek en Tchéquie, est un footballeur tchèque qui évolue au poste d'arrière droit au Slovan Liberec.

## Biographie

### En club
Né à Frýdek-Místek en Tchéquie, Michal Fukala est formé par le MFK Frýdek-Místek (en), qui évolue alors en deuxième division tchèque.
Il rejoint en 2018 le Slovan Liberec. Avec ce club il découvre la première division tchèque, jouant son premier match le 15 décembre 2018 face au Bohemians 1905. Il entre en jeu à la place de Rolando Aarons lors de cette rencontre où les deux équipes se neutralisent (0-0). En février 2021, Fukala prolonge son contrat jusqu'en juin 2024 avec le club.

### En sélection
Michal Fukala fête sa première sélection avec l'équipe de Tchéquie espoirs le 27 mars 2021, face à la Slovénie. Lors de cette rencontre, il entre en jeu à la mi-temps à la place de Libor Holík, et les deux équipes se neutralisent (1-1).
Fukala est retenu par le sélectionneur Jan Suchopárek pour participer au championnat d'Europe espoirs en 2023.